# 博文高
博文高（英語：Michael Denzil Xavier Portillo；1953年5月26日—）是英國的一位記者、主播、前國會議員、保守黨副黨魁、英國內閣閣員。他首次當選下議院議員是在1984年。他是柴契爾夫人的強力支持者和一位強烈的歐洲懷疑主義者。2005年之後，他退出政壇並開始將工作集中在媒體上。

## 外部連結
- 官方网站
- Hansard 1803–2005: Michael Portillo在國會中的貢獻
- Portillo's columns for The Sunday Times （页面存档备份，存于）
- Guardian Unlimited Politics Ask Aristotle – Michael Portillo （页面存档备份，存于）
- They Work For You – Michael Portillo （页面存档备份，存于）
- The Public Whip – Michael Portillo （页面存档备份，存于） voting record
- Harrow County Grammar School （页面存档备份，存于）
- 博文高在互联网电影资料库（IMDb）上的資料（英文）